# Sunjo van Joseon
Dit overzicht is mogelijk incompleet; u kunt helpen door het uit te breiden.
Koning Sunjo, geboren als Yi Gong, was de 23ste koning die regeerde over de Koreaanse Joseondynastie. Hij werd geboren als prins Yi Gong, de tweede zoon van koning Jeongjo en zijn concubine Dame Subin. Zijn oudere broer, kroonprins Munhyo, overleed voordat hij de troon kon bestijgen. Sunjo werd koning toen zijn vader in 1800 plotseling overleed. In 1802 trouwde Sunjo met Dame Kim van Andong, nu beter bekend als koningin Sunwon.

## Volledige postume naam
- Koning Sunjo Seongak Yeondeok Hyeondo Gyeongin Sunhui Cheseong Eungmyeong Heumgwang Seokgyeong Gyecheon Baegeuk Yungwon Donhyu Euihaeng Soyun Huihwa Junryeol Daejung Jijeong Honghun Cheolmo Geonsi Taehyeong Changun Honggi Gomyeong Bakhu Ganggeon Sujeong Gyetong Suryeok Gongyu Beommun Anmu Jeongryeong Gyeongseong-hyo de Grote van Korea
- 순조선각연덕현도경인순희체성응명흠광석경계천배극융원돈휴의행소윤희화준렬대중지정홍훈철모건시태형창운홍기고명박후강건수정계통수력공유범문안무정령경성효대왕
- 純祖宣恪淵德顯道景仁純禧體聖凝命欽光錫慶繼天配極隆元敦休懿行昭倫熙化浚烈大中至正洪勳哲謨乾始泰亨昌運弘基高明博厚剛健粹精啓統垂曆功裕範文安武靖英敬成孝大王

- Gemeinsame Normdatei: 1056098163
- International Standard Name Identifier: 0000 0003 8195 6276
- Library of Congress Control Number: n85012218
- Système universitaire de documentation: 128778199
- Virtual International Authority File: 263607239
- WorldCat: E39PBJfX7xBFfCwgHvG3DFJhpP